# 張堅華
張堅華（1940年1月16日—2022年2月17日），中華民國（台灣）政治人物，前臺灣省議員張振生之子，曾代表中國國民黨在基隆市選舉區當選為台灣省議員，後又當選為第一屆第四、五、六次增額立法委員及第二屆立法委員。2022年2月17日病逝，享壽82歲。

## 生平
1927年，其父張振生由於公開反對日軍出兵山東，而與日本警察發生衝突，後被通緝而流亡中國福建省。1940年張堅華在福建省晉江縣出生。1947年隨著父母遷居台灣基隆市。

## 省議員時期
曾在1974年於台灣省議會提議將台北縣萬里鄉與金山鄉劃入基隆市，但台北縣議會議長呂芳契以「基隆的財政無法負荷」為由反對，並認為「縣與市的型態不同」，一旦金山與萬里併入基隆，基隆市將「由市的型態轉變為縣的型態，豈不是不倫不類。」